# Норен
Норен (јап. 暖簾) јапанска је традиционална преграда од текстилног материјала, која раздваја собе или стоји на улазима у приватне радње, мада има и других примена.

## Опште одлике
Основна намена норена јесте раздвајање просторија. Ипак, у другом случају, он може стајати као украс на зиду или као завеса на прозору. Није у питању обично правоугаоно парче тканине, већ садржи једну или више вертикалних прореза ради омогућавања лакшег улаза, излаза и опште прегледности. Прави се од разних материјала и боја.
Основна улога норена јесте да радње и ресторане заштити од Сунчевих зрака (врућине), ветра и прашине која уз њега иде. Међутим, како се обично праве са шарама и натписима, служе и као место на коме се налази ознака, логотип и/или назив локала.
Јавна комерцијална купатила (сенто) такође користе норене. На њима се налази канџи 湯 (ју — врућа вода) или еквивалентна хирагана ゆ. Уколико је драперија плаве боје, простор је намењен мушкарцима, док црвена боја означава женско купатило. Ујутро се постављају на улаз као знак да је радња отворена, а по завршетку рада скидају.

## Историја
У савременом свету, норен се назива јапанском завесом. Део је дуге традиције и сматра се да потиче из Џомон ере, старовековног периода Јапана од 12.000. године пре нове ере до 300. године такође пре нове ере. У то време, норени су коришћени у сврхе заштите храмова и стамбеног простора од природних елемената као што су прашина, киша и Сунчеви зраци. Та употреба задржала се и данас, али само у радњама и ресторанима, јер већина Јапанаца сада живи у вишеспратницама. Наредна историјска улога било је давање осећаја приватности купачима у јавним купатилима.
Норени на кућама означавали су стање станара. Ако су кућа или радња отворени за посете ова завеса стајала је на вратима. Уколико то није случај, знак је да из неког разлога кућу или радњу не треба посетити, најчешће зато што је затворена и дати тренутак није унутар радног времена. Ретко се дешавало да норена нема током дана, већ су се они скидали увече — преноћили би у кући. Норени у данашње време већином су део рекламе, којом власници радњи привлаче туристе и друге.
Још једна разлика између традиционалних и савремених норена јесте у колориту. Данашњи су шарени, у жељи да се привуку муштерије, док су изворни били малтене искључиво бели и кобалт плави. Нису имали никаквих илустрација, апликација, као што данашњи имају — гејши, храмова, ликова из анимеа, плажа, неба, пејзажа и свакојаких шара спочетка није било. Норени за храмове могу имати религијске симболе, као што је круг, симбол зена. Праве се од конопље, лана, памука и друге тканине.
Како је норен често место на коме се налази име, логотип или нека друга ознака радње, ова реч у јапанском такође може означавати својеврсни бренд ове источноазијске државе. На пример, у рачуноводству Јапана, речју норен описује се гудвил, концепт који означава вредност нематеријалне имовине са пословном вредношћу, а која припада стеченом предузећу.